# Jermaine Woods
Raynon Blackshire född 20 augusti 1975, mer känd som Jermaine Woods är en tungviktsboxare från Phoenix, Arizona, USA som blivit beskriven av flera journalister, bland annat av The Arizona Republics sportupplaga, som nästa Mike Tyson. Woods tränar på samma gym som flera andra nämnvärda; Floyd Mayweather Jr., Hector Camacho Jr., James Page, Roberto Garcia och Tyson själv.
Woods startade sin professionella karriär efter att ha misslyckats med att kvalificera sig till USA:s olympiska boxningslag under uttagningarna som hölls i Atlanta, Georgia. Den 17 maj 1996 slog han Joaquin Felix efter en fyra ronder lång match på 35th Avenue Park & Swap, ett populärt shoppingställe för lokalborna i Phoenix.